# Nanchez
Nanchez – gmina we Francji, w regionie Burgundia-Franche-Comté, w departamencie Jura. W 2013 roku liczba ludności na terenie obecnej gminy wynosiła 476 mieszkańców. 
Gmina została utworzona 1 stycznia 2016 roku z połączenia dwóch wcześniejszych gmin: Chaux-des-Prés oraz Prénovel. Siedzibą gminy została miejscowość Chaux-des-Prés. Dnia 1 stycznia 2019 roku nastąpiły kolejne zmiany administracyjne. Do Nanchez włączono ówczesne gminy Les Piards oraz Villard-sur-Bienne. Siedzibą gminy pozostała miejscowość Chaux-des-Prés. 